# Weberhaus (Krimmitzschen)

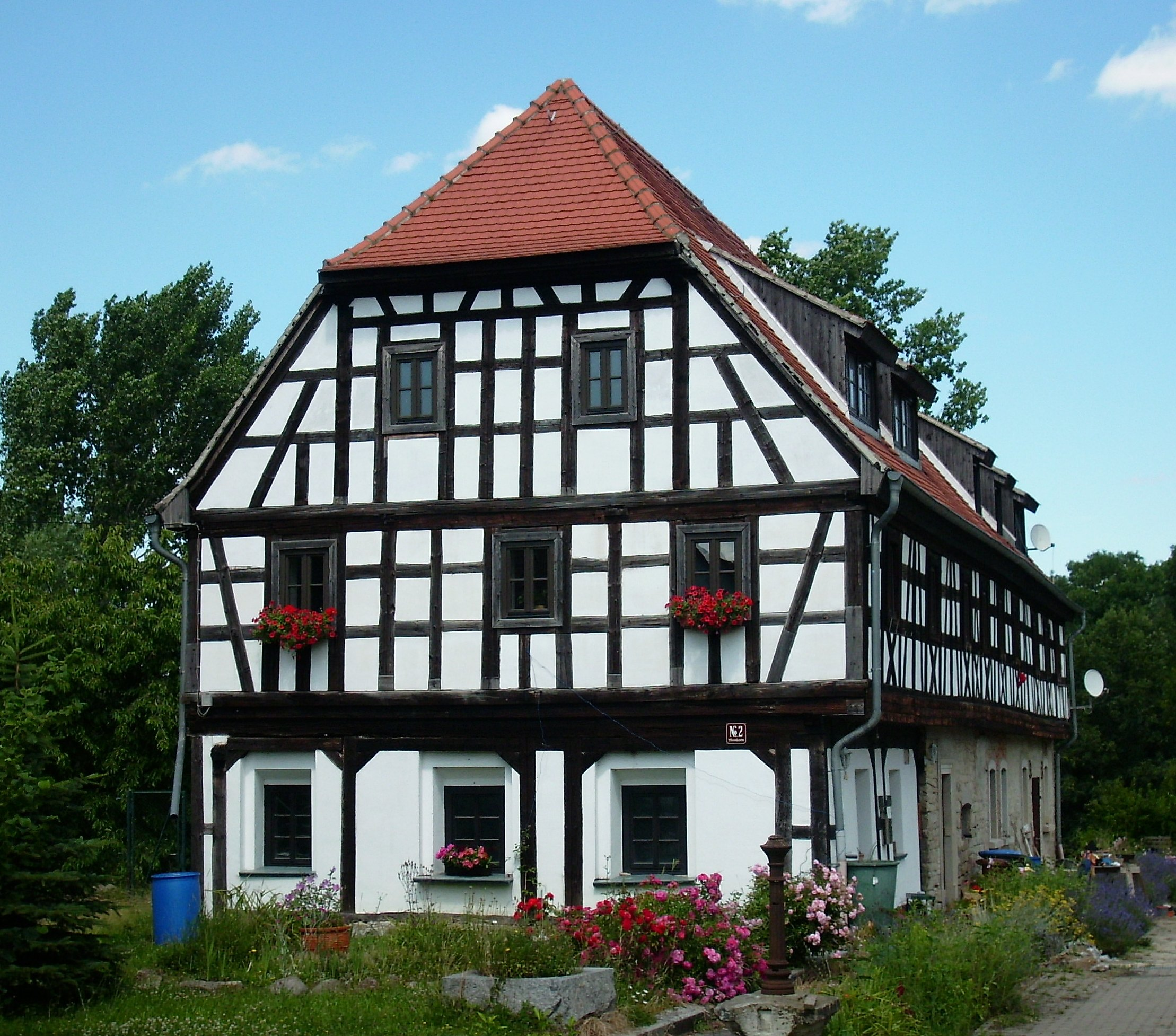
Fachwerkhaus Krimmitzschen

Das Weberhaus in Krimmitzschen ist ein unter Denkmalschutz stehendes Fachwerkhaus.
Das Weberhaus befindet sich in der Nähe der südlichen Ortseinfahrt. Bei dem Gebäude handelt es sich um ein Fachwerkhaus mit einer Umgebindekonstruktion. An der Schauseite des Wohnhauses befindet sich das Sichtfachwerk mit Andreaskreuzen. Das Gebäude in heutiger Form entstand in mehreren Bauphasen. Diese lassen sich trotz Schäden aus den Weltkriegen noch erkennen. Der älteste Teil des Hauses lässt sich in das späte 18. Jahrhundert einordnen. Ein Umbau des Hauses lässt sich auf die erste Hälfte des 19. Jahrhunderts datieren und ein weiterer auf die zweite Hälfte des 19. Jahrhunderts. Der zweite Umbau hing wahrscheinlich mit der Aufstellung größerer und schwererer Webstühle im Erdgeschoss zusammen.
Trotz langer Jahre des Leerstandes und Verfalles konnte das Gebäude durch einen neuen Eigentümer vor dem endgültigen Abriss bewahrt und wieder aufgebaut werden. Heute dient das Weberhaus in Krimmitzschen als Wohnhaus.

## Quelle
- Denkmal des Monats März 2017, Landesamt für Denkmalschutz und Archäologie Sachsen-Anhalt, abgerufen am 8. August 2017

Koordinaten: 51° 4′ 19,3″ N, 12° 13′ 31,9″ O